# Filleigh
Filleigh – wieś w Anglii, w hrabstwie Devon, w dystrykcie North Devon.